# Нићифор Тарханиот
Нићифор Тарханиот (средњегрчки: Νικηφόρος Ταρχανειώτης) је био византијски аристократа и војсковођа из 13. века, велики доместик Никејског царства под царем Јованом III Дуком Ватацем и Теодором II Ласкарисом.
Нићифор је био потомак породице Тарханиот, аристократске породице која је од краја Х века била део војне аристократије Византије. Нићифор се први пут помиње за време никејског цара Јована III Дуке Ватаца, који га је 1237. године, именовао на положај ставиоца (ο επι της τραπεζης) и поверио му на управу стратешки важну за даље освајање тврђаву Цурулум у Тракији. На овом положају Нићифор је успешно одбранио Цурулум од заједничког бугарско-латинског покушаја да заузму тврђаву исте године. Године 1241. Нићифор Тарханиот је пратио цара у његовом походу који је довео до заузимања Солуна. Означен као талентовани генерала од Георгија Акрополита, Нићифор је 1252. године, постављен за великог доместика војске уместо свог таста Андроника Палеолога, који је те године умро. Тако је на челу војске Нићифор Тарханиот учествовао и у последњем походу цара Јована III Дуке Ватаца против Епирске деспотовине 1253-1254.
Нићифор Тарханиот је остао Велики Доместик током прве половине владавине цара Теодора II Ласкариса, након чега је дужност прешла у руке нових царевих миљеника – браће Музалон, Андроника и Ђорђа. Сродник завереника Палеолога, Нићифор Тарханиот је 1259. године подржао устоличење свог зета цара Михаила VIII Палеолога, који се за подршку одужио враћањем Нићифора на положај великог доместика 1260. године и доделивши његовим синовима високе службе.
Судећи по томе што се његова жена замонашила 1266. године, истраживачи претпостављају да је Нићифор тада највероватније већ преминуо.

## Породица
Нићифор Тарханиот је био два пута ожењен. Његова прва жена била је ћерка протостратора Андроника Дуке Априна, са њоме је Нићифор имао једну ћерку, монахињу у Цариграду 1303-1366, по имену Ностонгонис Тарханиот. Тарханиотов други брак, склопљен отприлике око 1237. године, био је са Маријом Палеолог, старијом сестром цара Михаила VIII, имали су четворо деце:
- Теодора (или Теодосија) Тарханиот, жена Василија Каваларија, од кога се развела и потом удала за великог стратопедарха Валанидиота;[10]
- Михаило Тарханиот, велики примићур, протостратор и велики доместик, истакао се у ратовима против Турака и Анжујаца;[11]
- Андроник Тарханиот, велики маршал и намесник Адријанопоља;[12]
- Јован Тарханиот, генерал[13] и вођа Арсенита[14], прогнан 1283. од цара Андроника II Палеолога[15].

После Нићифорове смрти, његова жена се замонашила под именом Марта и основала манастир Кира-Марта у Цариграду.